# Зал слави рокабілі
Зал слави рокабілі — організація і сайт, запущений 21 березня 1997 року з метою висвітлити дані про ранній і модерний рок-н-рол та подати інформацію про рокабілі-особистості.

## Відомості
Заснований Бобом Тіммерсом, який й надалі керує ним.
Почав свою роботу як вебсайт зі списком виконавців напряму рокабілі й поступово розширявся на прохання виконавців, їхніх родин і прихильників, котрі бажали, щоби якомога більш детальна інформація була доступна через Інтернет. 1998 року Зал уже відвідувало 1200—1400 осіб на добу. Будучи сайтом № 1 по темі рокабілі, що 1999 року вже нараховував 500 сторінок, а до 2002-го — 1100, ставиться завдання висвітлити історію раннього рок-н-ролу і надати детальну інформацію про виконавців та інших осіб, що так чи інакше мали стосунок з рокабілі.
Від початку 2000-х років офіс Залу слави міститься в невеликій звукозаписувальній студії «Burns Station Sound» (Бернс, округ Діксон, Теннессі).
Перший сертифікат про прийняття до Залу слави рокабілі був виданий 1997 року на ім'я співак Джина Вінсента (особисто вручений Бобом Тіммерсом сестрі Вінсента Сарі Креддок).
Понад 5000 рок-н-рол особистостей перелічені на вебсайті. Сайт містить оновлення новин, сторінки профілів виконавців, сторінки пам'яті виконавців, відео та фотографії.
Серед почесних осіб — співаки-піонери, композитори, диск-жокеї та промоутери і продюсери.

## Занесені до списку Залу слави
- Джин Вінсент
- Ейс Кеннон
- Біллі Лі Райлі
- Лінк Рей
- Сем Філліпс
- Big Sandy & His Fly-Rite Boys